# Kanada na Zimních olympijských hrách 1972
Kanada se účastnila Zimní olympiády 1972. Zastupovalo ji 47 sportovců (29 mužů a 18 žen) v 7 sportech.

## Medailisté
| Medaile | Jméno              | Sport         | Soutěž           |
| ------- | ------------------ | ------------- | ---------------- |
| Stříbro | Karen Magnussenová | Krasobruslení | Ženy jednotlivci |